# Marquee Moon
Marquee Moon is een muziekalbum van Television, oorspronkelijk uitgebracht in 1977.

## Tracks
- See No Evil
- Venus
- Friction
- Marquee Moon
- Elevation
- Guiding Light
- Prove it
- Torn curtain